# Pedro E. Guerrero
Pedro Eduardo Guerrero (* 5. September 1917 in Casa Grande, Arizona; † 13. September 2012 in Florence, Arizona) war ein US-amerikanischer Fotograf, der vor allen Dingen durch seine Zusammenarbeit mit dem Architekten Frank Lloyd Wright und den beiden Bildhauern Alexander Calder und Louise Nevelson bekannt wurde.

## Leben und Wirken
Pedro Eduardo Guerrero war der Sohn des Restaurantunternehmers Pedro W. Guerrero und dessen Frau Rosaura Castro. Er war mexikanischer Abstammung und wuchs in Mesa zu einer Zeit auf, in der er wenig Kontakt zu Menschen nicht hispanischer Herkunft hatte. Er besuchte rein mexikanische Schulen. Im Alter von 20 Jahren zog er zu seinem Bruder nach Los Angeles und begann ein Fotografie-Studium am Art Center College of Design. Dabei beabsichtigte er nicht, Fotografie zu studieren. Es war lediglich der einzige Studiengang, der für ihn noch offen war. Er bewarb sich 1939 beim renommierten Architekten Frank Lloyd Wright als Fotograf für dessen Bauten und wurde genommen. Damit entstand eine 20-jährige Zusammenarbeit, in der Guerrero all dessen Bauten bis zu dessen Tod 1959 fotografierte. Unterbrochen wurde diese Schaffenszeit lediglich durch den Zweiten Weltkrieg, als Guerrero als Fotograf bei dem United States Army Air Corps diente.
Ab 1963 arbeitete Guerrero für den US-amerikanischen Bildhauer Alexander Calder als Fotograf. Er arbeitete auch mit ihm bis zu dessen Tod 1976, 13 Jahre später, zusammen. Über einen Magazinartikel 1979 lernte er die Bildhauerin Louise Nevelson kennen, mit der er anschließend fünf Jahre lang zusammenarbeitete.
Am 13. September 2012 verstarb Guerrero im Alter von 95 Jahren an den Folgens einer Krebs-Erkrankung bei sich zu Hause in Florence, Arizona. Er wurde von seiner Frau und den drei gemeinsamen Kindern überlebt.